# Stadion Kralj Petar I
Stadion Kralj Petar I, serb. Стадион Краљ Петар Први (Stadion im. Króla Piotra I Karadziordziewicia) − stadion piłkarski mieszczący się w Belgradzie, na którym domowe mecze rozgrywa miejscowy klub, FK Rad. Pojemność stadionu wynosi 6000 miejsc.